# Vibrante simple lateral alveolar
La vibrante simple lateral alveolar es un tipo de sonido consonántico, utilizado en algunas lenguas habladas. El símbolo en el alfabeto fonético internacional que representa este sonido es ⟨ɺ⟩, una fusión de una letra ⟨r⟩ minúscula girada con una letra ⟨l⟩.
Algunos lenguajes que se describen como que tienen una vibrante lateral, como el japonés, en realidad tienen una vibrante que es indeterminada con respecto a la centralidad, y pueden aparecer como central o lateral, ya sea en variación libre o alofónicamente dependiendo de las vocales y consonantes redondeadas.

## Características
- Su forma de articulación es vibrante, lo que significa que se produce con una sola contracción de los músculos de modo que un articulador (generalmente la lengua) es lanzado contra otro.
- Su lugar de articulación es alveolar, lo que significa que se articula con la punta o con la hoja (lámina) de la lengua, según sea apical y laminal, en la cresta alveolar.
- Su fonación es sonora, lo que significa que las cuerdas vocales vibran durante la articulación.
- Es una consonante oral, lo que significa que al aire se le permite escapar solo por la boca.
- Es una consonante lateral, lo que significa que se produce al dirigir la corriente de aire por los lados de la lengua.
- El mecanismo de la corriente de aire es pulmonar, lo que significa que se articula empujando el aire sólo con los pulmones y el diafragma, como en la mayoría de los sonidos.

## Aparición en distintas lenguas
Alveolar
- Japonés: 心/kokoro [kokoɺo] corazón
- Pirahã: toogixi [tòːɺ͡ɺ̼ìʔì] azada. Sólo usado en algunos tipos de habla.
- Wayú: püülükü [pɯːɺɯkɯ] cerdo
- Cabécar: tala [taɺa] trueno

El sonido variable del japonés se puede representar con una ligadura l-ɾ.
Postalveolar
- Noruego (Trøndersk): glas [ˈɡɺ̠ɑːs] cristal

- Datos: Q1399615